# Adelaide Malanotte
Adelaide Malanotte, även Adelaide Montresor, född 1785 i Verona, död den 31 december 1832 i Salò, var en italiensk operasångare (kontraalt).
Adelaide Malanotte debuterade 1806 i Verona. Hon sjöng i verket Alzira på Teatro Valle i Rom år 1810 och i samma verk i Monza året efter och i Florens 1812.
Ferdinand Hérold hörde henne år 1818 och gillade inte hennes klangfärg men uppskattade henne i övrigt, bland annat hennes intonation.

## Citat på Engelska
1. ↑  "He did not like the timbre of her voice but thought her style, taste and intonation perfect."